# Milan Vučićević
Milan Vučićević (* 2. April 1978 in Alibunar/Jugoslawien) ist ein ehemaliger serbischer Handballspieler.
Vučićević, der zuletzt für den serbischen Verein RK Kolubara und für die serbische Handballnationalmannschaft auflief, wurde meist im rechten Rückraum eingesetzt. Seine Körperlänge beträgt 2,02 m.
Milan Vučićević begann in seiner Heimatstadt Aliburnar mit dem Handballspiel. Später debütierte er für den RK Lovćen Cetinje in der ersten serbischen Liga. 2001 zog er weiter zu Prule Ljubljana nach Slowenien. Mit den Hauptstädtern gewann er 2002 Meisterschaft und Pokal, außerdem stand er 2002 und 2003 im Halbfinale der EHF Champions League. 2003 ging er zu BM Altea in die spanische Liga ASOBAL, wo er 2004 im Finale des EHF-Pokals stand, letztendlich aber am deutschen THW Kiel scheiterte. Nach einem Jahr beim mazedonischen Spitzenclub RK Vardar Skopje zog er 2005 weiter zum Sporting Club Horta auf die Azoren, wo er ebenfalls nur ein Jahr lang spielte. Im Sommer 2006 verpflichtete ihn der VfL Gummersbach als Ersatz für den langzeitverletzten Denis Sacharow. 
Nach einem halben Jahr schloss er sich der HSG Wetzlar an, bis er im Sommer 2007 einen Vertrag beim Wilhelmshavener HV unterschrieb. Anfang März 2008 wurde er dort aber von der Vereinsführung aufgrund mangelnder professioneller Einstellung freigestellt. Im Sommer 2008 kehrte er zum Sporting Club Horta zurück. Zwei Jahre später schloss sich Vučićević Benfica Lissabon an. Nachdem Vučićević im Jahr 2011 mit Benfica den portugiesischen Pokal gewann und im Finale des EHF Challenge Cups stand, wechselte er zum serbischen Verein RK Radnički Kragujevac. Schon im Januar 2012 wechselte er zum Ligarivalen RK Kolubara. Einen Monat später schloss er sich dem mazedonischen Verein RK Metalurg Skopje an. Nachdem Vučićević mit Metalurg 2012 die Meisterschaft gewonnen hatte, kehrte er zu Kolubara zurück. Dort beendete er 2014 seine Karriere.
Milan Vučićević hat über 30 Länderspiele für die serbische Handballnationalmannschaft bestritten. Mit Serbien und Montenegro gewann er bei der Handball-Weltmeisterschaft 2001 Bronze. Mit der neuen, rein serbischen Nationalmannschaft konnte er sich noch für kein großes internationales Turnier qualifizieren.